# Bienvenue au monastère
Bienvenue au monastère est une émission de télévision française présentée par Alessandra Martines, diffusée sur C8 à partir du 12 janvier 2024.

## Concept de l'émission
En 2023, l'émission de téléréalité Bienvenue au monastère, pour la chaine de télévision C8, est filmée au sein du couvent Saint-Dominique de Corbara en Corse. L'émission est présentée par Alessandra Martines et diffusée pour la première fois le 12 janvier 2024,. 
Le thème en est une retraite spirituelle d'une durée d’une semaine qui se déroule dans un couvent : deux « coachs spirituels », sœur Catherine Thiercelin de la communauté des Béatitudes et frère Baudouin Ardillier de la communauté Saint-Jean, y encadrent plusieurs personnalités connues du monde des spectacles ou des médias,.

## Production
Bienvenue au monastère est la reprise d’une série néerlandaise de télé-réalité In Search of God, importée en France par la fondation chrétienne ZeWatchers, qui finance des programmes destinés à l’évangélisation.
La responsable de la fondation ZeWatchers est la femme d'affaires Chantal Barry, proche de l’homme d’affaires français et dirigeant du monde des médias Vincent Bolloré. Elle est la productrice du programme. La productrice artistique de l'émission est Maryel Devera,.
Les six personnalités participant à l’émission ont perçu une rémunération de 10 000 euros pour l’ensemble de leur prestation télévisée.

## Accueil critique
Pour Gaétan Supertino et Marie-Lucile Kubacki, journalistes respectivement au Monde et à La Vie, le choix des communautés religieuses, dans Bienvenue au monastère, interroge car les communautés des Béatitudes et de Saint-Jean ont été plusieurs fois mises en cause pour des abus spirituels ou des violences sexuelles,.
L'émission s'intitule Bienvenue au monastère, or Corbara n’est pas un monastère proprement dit où vivraient des moines, mais un couvent où vivent des frères apostoliques, non soumis au silence monastique qui est pourtant évoqué dans le scénario de la série. Par ailleurs, la communauté de Corbara, composée de sept frères de Saint-Jean, a été remplacée par des frères et sœurs extérieurs qui n’y vivent pas afin de faire apparaître des « frères présentables » : un frère du couvent, condamné par le tribunal ecclésiastique de Paris pour abus sexuels, n’apparaît pas dans l'émission.
Véronique Margron, présidente de la Conférence des religieux et religieuses de France, faisant référence aux abus sexuels dans la communauté Saint-Jean dont l'étendue a été révélée en 2023, se dit surprise du lieu de tournage : « C’est une douleur inutile infligée aux victimes qui, pour certaines, ne se sont toujours pas fait connaître ou qui sont engagées dans un long processus de réparations ». Quant à certaines victimes, elles redoutent « que cela donne envie à des jeunes de rejoindre » ces communautés.
En février 2024, d'anciens membres de la communauté Saint-Jean victimes d’abus, réunis dans le collectif Réparez, publient sur X plusieurs posts sur la mécanique des abus de pouvoir telle qu'elle leur apparaît dans l'émission : « une asymétrie des relations, une personne sachante et les autres qui ont tout à apprendre et à se taire ». Pour la dominicaine Anne Lécu, « l’émission pourrait servir de support pour démonter la mécanique de l’emprise ». 
Dans une lettre interne à la communauté publiée le 5 mars, le prieur provincial de France des frères de Saint-Jean, le frère Henri-Dominique de Certaines, reconnaît « une part de responsabilité » dans le déclenchement de la polémique, une « maladresse » qu'il serait selon lui exagéré de qualifier de « faute ». Il déplore une « veille particulièrement soutenue par un réseau bien organisé » à l'origine du « déploiement d’une large publicité négative de l’émission ».
De son côté, la productrice Chantal Barry assure qu'elle n'était pas au courant des dérives de la congrégation Saint-Jean et de la communauté des Béatitudes. Malgré la polémique et les incertitudes pesant sur le devenir de la chaîne C8 (finalement fermée en mars 2025), Chantal Barry envisage une deuxième saison.

## Saison 1

### Participants
| Nom                | Activité professionnelle                                                    |
| ------------------ | --------------------------------------------------------------------------- |
| Fabienne Carat     | Actrice, humoriste et chanteuse                                             |
| Simon Castaldi     | Influenceur, candidat de téléréalité                                        |
| Paul El Kharrat    | Candidat de jeu télévisé, écrivain et chroniqueur de radio et de télévision |
| Jean-Marc Généreux | Danseur de salon et chorégraphe                                             |
| Clara Morgane      | Animatrice de télévision, chanteuse et mannequin                            |
| Delphine Wespiser  | Miss France 2012, chroniqueuse et animatrice de télévision                  |

## Audiences

### Saison 1
| Épisode              | Date de diffusion        | Horaire de diffusion | Nombre de téléspectateurs | Part de marché (sur les 4 ans et plus) | Part de marché (sur les (FRDA-50) | Références |  |
| -------------------- | ------------------------ | -------------------- | ------------------------- | -------------------------------------- | --------------------------------- | ---------- |  |
| 1                    | Vendredi 12 janvier 2024 | 21 h 15 - 22 h 02    | 646 000                   | 3,4 %                                  | 6,6 %                             | [ 12 ]     |  |
| 2                    | Vendredi 12 janvier 2024 | 22 h 02 - 22 h 57    | 552 000                   | 3,3 %                                  | 7,1 %                             | [ 12 ]     |  |
| 3                    | Vendredi 19 janvier 2024 | 21 h 16 - 22 h 15    | 496 000                   | 2,6 %                                  | 4,5 %                             | [ 13 ]     |  |
| 4                    | Vendredi 26 janvier 2024 | 21 h 18 - 22 h 12    | 487 000                   | 2,6 %                                  | 4,6 %                             | [ 14 ]     |  |
| 5                    | Vendredi 2 février 2024  | 21 h 14 - 22 h 09    | 430 000                   | 2,1 %                                  | 3,5 %                             | [ 15 ]     |  |
| 6                    | Vendredi 9 février 2024  | 21 h 14 - 22 h 18    | 474 000                   | 2,5 %                                  | 5,2 %                             | [ 16 ]     |  |
|                      |                          |                      |                           |                                        |                                   |            |  |
| Moyenne de la saison | Moyenne de la saison     | Moyenne de la saison | 514 000                   | 2,8 %                                  | 5,2 %                             | [ 17 ]     |  |

- Les plus hauts chiffres d'audience
- Les plus bas chiffres d'audience